# 김수용 (영화 감독)
김수용(金洙容, 1929년 9월 23일~2023년 12월 3일)은 대한민국의 영화감독이다.

## 생애
경기도 안성에서 출생하였고 경기도 이천에서 잠시 유아기를 보낸 적이 있으며 그 후 경기도 평택에서 잠시 유년기를 보낸 적이 있는 그는 안성공립농업학교를 거쳐 서울교육대학교의 전신인 서울사범학교를 졸업하였다. 청소년 시절 문학에 관심을 가져 습작 소설을 쓰기도 했고, 자작 희곡을 무대에 올려 연출과 주연을 겸하는 등 연극에도 자질을 보였다.
1946년경부터 서울사범학교 연극부 부장 연출가로 활동하다가 한국 전쟁 중이던 1951년에 대한민국 육군 소위로 육군 갑종장교 임관하여 대한민국 국방부 정훈국 영화과에 배속이 되면서 처음 영화와 인연을 맺게 되었다. 정훈국에서는 작가 선우 휘의 지휘 아래 군인 교육용 영화를 약 30여 편 만들었다.
당시 문관으로 근무하던 영화감독 양주남의 주선으로 그의 조감독이 되면서 《배뱅이굿》(1957) 촬영에 참가한 것을 계기로 본격적인 영화 작업에 뛰어들게 되었고, 이듬해 코미디 영화인 《공처가》로 영화감독이 되었다. 초기에는 《공처가》와 같은 계열의 희극 영화를 촬영했으나, 1963년 김승호와 황정순 주연의 《굴비》라는 영화 작품을 전환점으로 삼아 좀 더 진지한 영화로 전환했다.
대표작으로는 《굴비》 이후 관심을 갖게 된 사회 문제에 대한 비판 의식을 담은 《저 하늘에도 슬픔이》(1965)와 《갯마을》(1965)을 비롯하여 1970년대의 《야행》(1977), 《화려한 외출》(1978), 1980년대 작품으로는 《도시로 간 처녀》(1981), 《만추》(1982) 등이 있다. 기행 승려인 중광을 다룬 《허튼소리》(1986)는 불교계의 반발로 사회적인 논란 거리가 되기도 했다. 총 연출 작품 수가 100편이 넘는 다작 연출가이지만 대중성과 흥행성이 조화를 이루며 질적으로 떨어지지 않는다는 평을 받고 있다.
1991년까지 청주대학교 연극영화학과 교수를 역임하기도 하였고 1992년까지 서울예술전문대학 영화학과 특임강사 겸 중앙대학교 영화학과 특임교수를 지내기도 한 그는 대한민국예술원 회원이며, 영화감독으로는 최초로 대한민국예술원 회장에 오르기도 했다.

## 학력
- 경기도 안성 공도국민학교→경기도 평택 성동국민학교 졸업(1940년)
- 안성공립농업학교→서울사범학교 졸업(1950년)
- 대한민국 육군보병학교 졸업(1953년)
- 대한민국 육군포병학교 졸업(1954년)
- 대한민국 육군기갑학교 졸업(1955년)
- 대한민국 육군공병학교 졸업(1956년)
- 대한민국 국방대학교 행정학사 10기(1964년)

### 명예 학사 학위
- 1991년 서울대학교 교육학과 명예 학사 수여
- 1994년 서울교육대학교 초등교육학과 명예 학사 수여
- 2001년 한경국립대학교 생명공학과 명예 학사 수여

## 같이 보기
- 한국의 영화 감독 목록
- 대한민국예술원